# حشره‌خوار صخره‌ای زارودنی
 حشره‌خوار صخره‌ای زارودنی (نام علمی: Crocidura zarudnyi) نام یک گونه از سرده حشره‌خوارهای دندان‌سفید است.